# Đại hội Quốc tế Cộng sản lần thứ VII

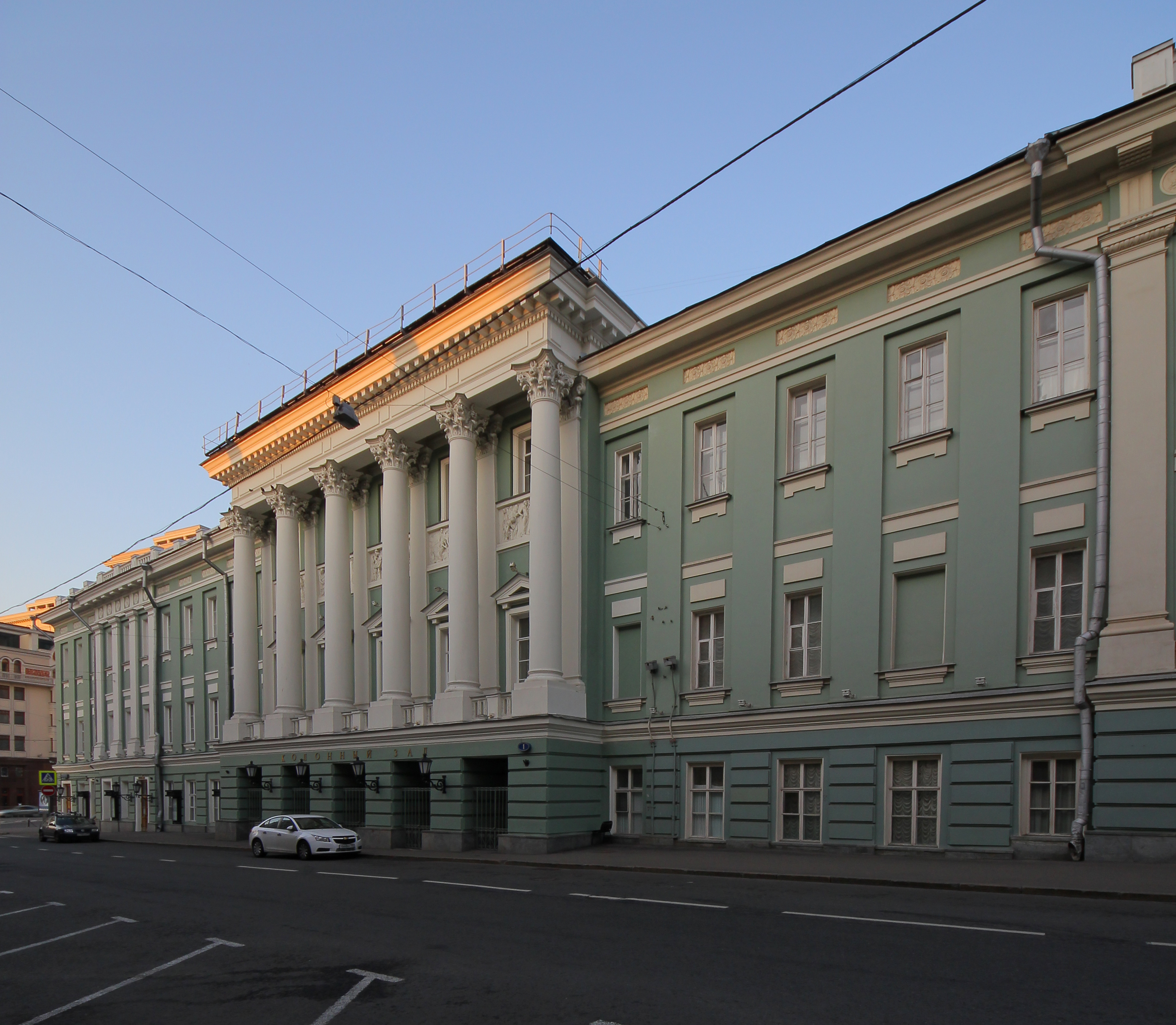
Tòa nhà Công đoàn ở Moskva, nơi diễn ra Đại hội VII Quốc tế Cộng sản

Đại hội toàn cầu lần thứ VII của Quốc tế Cộng sản là hội nghị đa quốc gia tổ chức từ ngày 25 tháng 7 đến ngày 20 tháng 8 năm 1935 tại Moskva giữa các ủy viên của các đảng cộng sản cầm quyền và không cầm quyền trên thế giới cũng như khách mời đại diện của các công đoàn và tổ chức chính trị khác. Đại hội có sự tham dự của 513 đại biểu (371 có quyền biểu quyết) của 65 đảng, đại diện cho 3,141 triệu đảng viên, trong đó có 785 nghìn đảng viên ở các nước tư bản chủ nghĩa.
Nội dung chủ yếu của đại hội là chủ trương thành lập mặt trận nhân dân rộng rãi gồm các lực lượng cộng sản và phi cộng sản chống lại mối đe dọa ngày càng tăng của chủ nghĩa phát xít ở châu Âu, mở đường cho việc ủng hộ sáng kiến an ninh tập thể giữa Liên Xô và các nước tư bản châu Âu. Sự kiện này đánh dấu sự chuyển hướng mạnh mẽ về chủ trương đấu tranh giai cấp do Quốc tế Cộng sản đề ra từ đại hội VI năm 1928 cũng như quan niệm về "chủ nghĩa phát xít xã hội."